# 菅沼長栄
菅沼 長栄（すがぬま ながひで<ちょうえい>、生年不明 - 没年不明）は、江戸時代の僧。

## 生涯
都田菅沼家定重流初代当主の菅沼定重の息子として生まれる。母は不明。兄に都田菅沼家定重流2代当主の菅沼重吉がいる。若くして出家したので妻子はいない。師匠は園栄。